# Cotoneaster horizontalis
Cotoneaster horizontalis Decne., 1879 è una pianta appartenente alla famiglia delle Rosacee.

## Descrizione
È un arbusto con portamento prostrato che cresce fino a 1 metro di altezza per 1,5 metri di larghezza.
Possiede piccole foglie decidue e in autunno produce masse di pomi rosso brillanti, persistenti durante tutto l'inverno. I fiori appaiono in estate e possono andare dal rosa al bianco.
È una essenza mellifera.

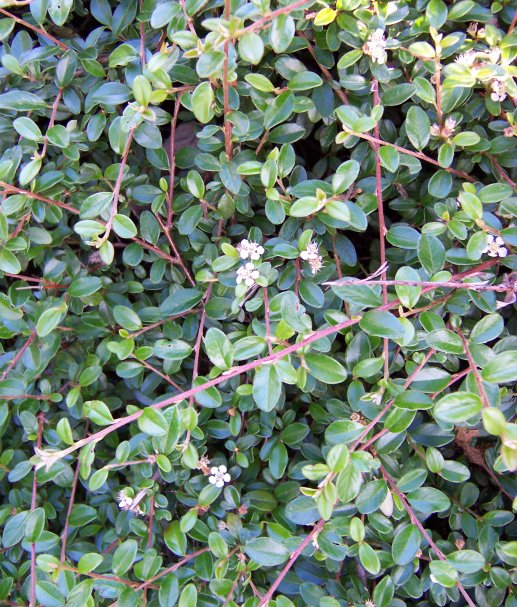
Foglie
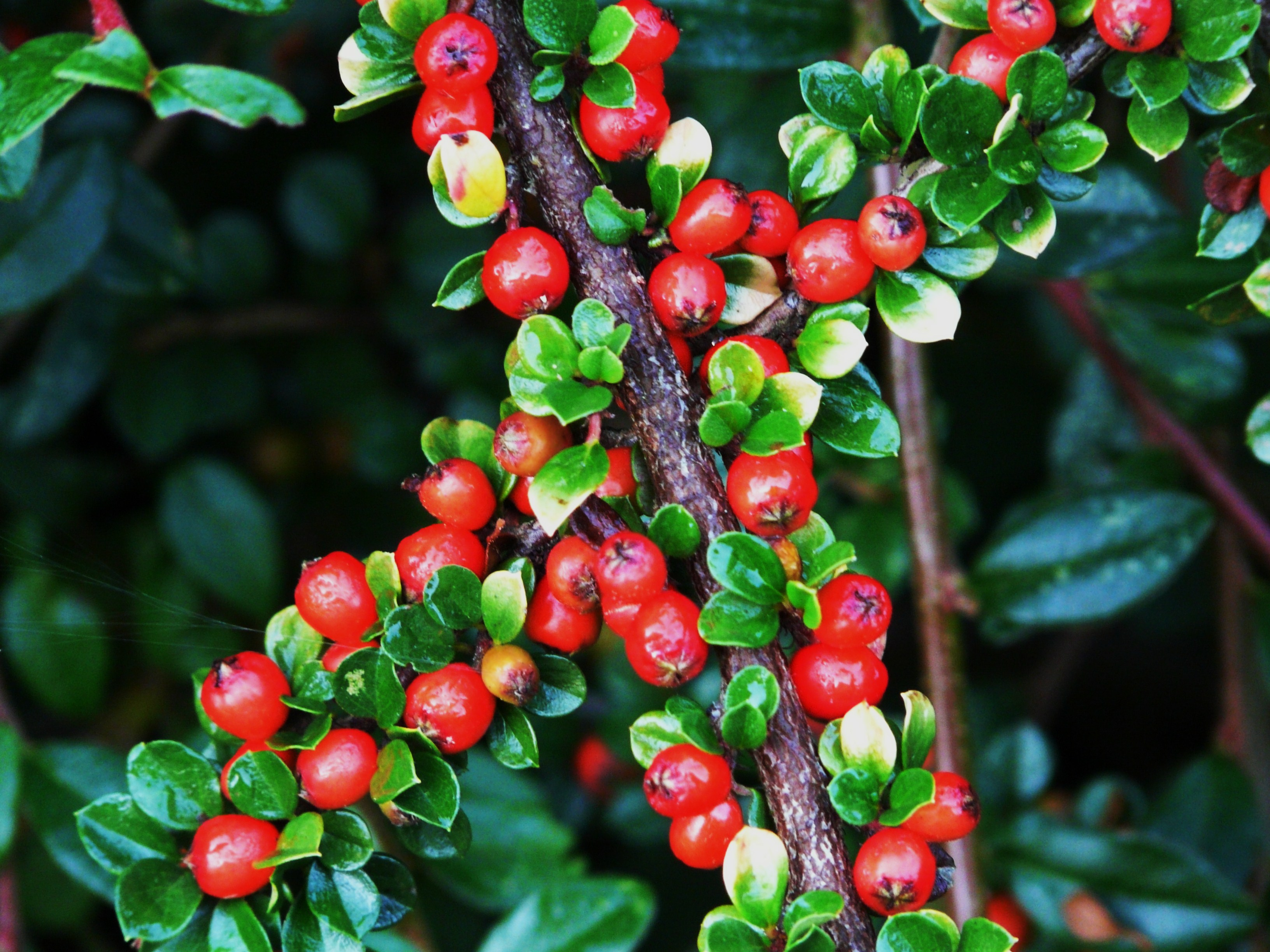
Frutti

## Distribuzione e habitat
Questa specie, originaria della Cina occidentale, è naturalizzata in molte parti del pianeta. 

## Usi
È comunemente coltivato in parchi e giardini nelle regioni temperate come copertura o bordura.